# Loefgrenianthus blanche-amesiae
Loefgrenianthus blanche-amesiae – gatunek roślin z monotypowego rodzaju Loefgrenianthus z rodziny storczykowatych (Orchidaceae). Rośliny występują w Ameryce Południowej w 2 brazylijskich regionach: Południowym i Południowo-Wschodnim.

## Systematyka
Gatunek sklasyfikowany do podplemienia Laeliinae w plemieniu Epidendreae, podrodzina epidendronowe (Epidendroideae), rodzina storczykowate (Orchidaceae), rząd szparagowce (Asparagales) w obrębie roślin jednoliściennych.